# 유흘 (모평효후)
유흘(劉齕, ? ~ ?)은 전한 후기의 제후로, 제효왕의 후손이다.

## 생애
원강 원년(기원전 65년), 아버지 유건의 뒤를 이어 모평후(牟平侯)에 봉해졌다.
시호를 효라 하였고, 아들 유위가 작위를 이었다.

## 출전
- 반고, 《한서》 권15상 왕자후표 上

| 선대 아버지 모평강후 유건 | 전한의 모평후 기원전 65년 ~ ? | 후대 아들 모평희후 유위 |